# 이케야-세키 혜성
이케야-세키 혜성(공식 이름: C/1965 S1, 1965 VIII, 1965f)은 이케야 가오루와 세키 쓰토무에 의해 발견된 혜성이다. 1965년 9월 18일, 망원경으로 희미하게 보이는 것을 발견하였기도 하다. 궤도 계산 결과 10월 21일, 태양에서 450,000 km 떨어진 근일점을 통과하면서 최대 밝기가 된다고 예측되었다.
혜성에 대한 예측은 빗나가기 쉬우나 이케야-세키 혜성은 예측대로의 결과가 나왔다. 근일점에 가까워오면서 관찰자는 대낮에도 잘 보인다고 보고했다. 근일점을 통과하는 시간에 정오였던 일본에서는 겉보기 등급으로 보름달의 60배 밝기인 -17 등급으로 관측되었다. 지난 수천년간 가장 밝은 혜성에 속하며, "1965년 대혜성"이라고 불리기도 한다.
혜성은 근일점 통과 직전에 세 개로 나뉘었다. 나뉜 세 부분은 같은 궤도를 따라 돌며 10월 말 아침 무렵에 다시 관측되었다. 1966년에 접어들면서 시야에서 어두워지면서 태양계 바깥쪽으로 숨어버렸다.
이케야-세키 혜성은 1106년의 대혜성이 갈라진 크로이츠 혜성군에 속한다. 이케야-세키 혜성의 가장 큰 두 조각은 S1-A, S1-B라 불리며 각각 877년과 1056년 후에 다시 태양계 안쪽으로 돌아올 것이다.

## 사진

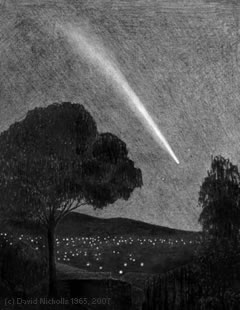
캔버라에서 David Nicholls가 그린 이케야-세키 혜성이다. (1965년 10월 31일)
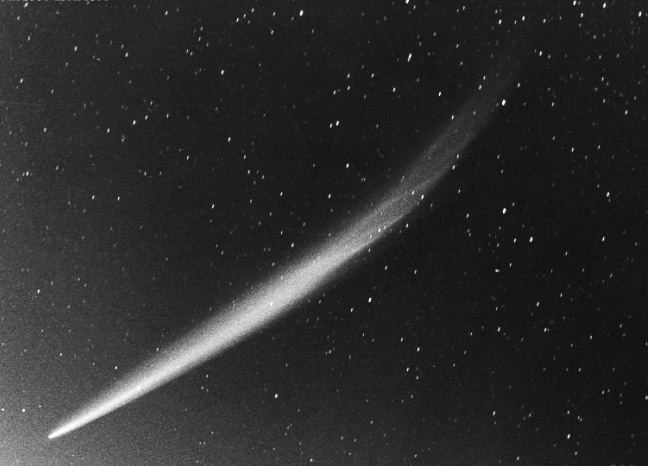
James W. Young가 촬영한 이케야-세키 혜성이다. (1965년 10월 30일) (TMO/JPL/NASA)